# Save Me (album)
Save Me – debiutancki solowy minialbum amerykańskiego rapera Future, wydany 7 czerwca 2019 roku nakładem wytwórni Epic Records i Freebandz.

## Wydanie
5 czerwca, Future na swoim profilu na Instagramie ujawnił, że wyda album o nazwie Save Me. Niedługo po tym, Apple Music potwierdziło, że Future wyda minialbum.

## Lista utworów
Na podstawie informacji z serwisu Tidal.
| Nr | Tytuł utworu          | Tekst                                                                                                 | Producent                        | Długość |
| -- | --------------------- | --- | -------------------------------- | ------- |
| 1. | „Xanax Damage”        | Nayvadius Wilburn • Kyle Nelson • Robert Richardson • William Yanez                                   | Bobby Raps • Nelson • Will Yanez | 1:44    |
| 2. | „St. Lucia”           | Wilburn • Eduardo Earle • Kendricke Brown                                                             | Fuse • K-Major                   | 3:18    |
| 3. | „Please Tell Me”      | Wilburn • Tony Son                                                                                    | Richie Souf                      | 3:24    |
| 4. | „Shotgun”             | Wilburn • Noel Fisher                                                                                 | Detail • Seth Firkins            | 4:18    |
| 5. | „Government Official” | Wilburn • Maudell Watkins                                                                             | Fxxxxy                           | 2:30    |
| 6. | „Extra”               | Wilburn • Watkins • Ryan Martínez • Atupele Ndisale • Amber Olivier • David Patino • Christopher Wood | Fxxxxy • G. Ry                   | 2:53    |
| 7. | „Love Thy Enemies”    | Wilburn • Andre Proctor                                                                               | Dre Moon                         | 2:07    |
|    |                       | |                                  | 20:14   |

## Personel
Również na podstawie informacji z serwisu Tidal:
- Bryan Anzel – nagrywanie (utwory 1 i 7), inżynier dźwięku (utwór 3)
- Detail – nagrywanie (utwór 4), miksowanie (utwór 4)
- Manny Marroquin – miksowanie (utwory 1, 6 i 7)
- Fabian Marasciullo – miksowanie (utwory 2, 3 i 5)
- Glenn Schick – mastering (wszystkie utwory)
- Eric Manco – inżynier dźwięku (wszystkie utwory), nagrywanie (utwór 3)
- Fxxxxy – inżynier dźwięku (wszystkie utwory), nagrywanie (utwory 2, 5 i 6)
- Mike Synphony – asystent inżyniera (utwory 3, 4 i 7)